# Charles Webster Leadbeater
Charles Webster Leadbeater (1854-1934) est un prêtre anglais et auteur de la Société théosophique qui contribua à la pensée ésotérique théosophique moderne au travers de nombreux ouvrages, il affirmait être clairvoyant.

## Biographie
Il est né, d'après le Bureau d'état civil pour l’Angleterre et le Pays de Galles (en), le 16 février 1854 à Stockport.
Leadbeater devient diacre anglican en 1879, puis prêtre l'année suivante. En 1882, il rejoint la Confraternité du Saint-Sacrement (en).
Après avoir entendu parler d'Helena Blavatsky et avoir lu The Occult World d'Alfred Percy Sinnett, fasciné, il devient membre de la Société théosophique en 1883. À cette époque, il est le destinataire de quelques lettres de « Maîtres de Sagesse » qui l'incitent à se rendre en Inde. C'est le point de départ d'une longue et notable carrière au sein de la Société théosophique.
Ses travaux, qu'il affirme réalisés par clairvoyance, ont donné lieu à des ouvrages ésotériques tels que Les Chakras, et L'Homme, visible et invisible, traitant de l'aura humaine et des chakras.
Dans les années 1900, il réalise plusieurs voyages à travers le monde (en Europe, aux États-Unis et en Australie), étant un conférencier remarquable de la Société théosophique.
En 1906, Leadbeater est accusé de perversion sexuelle, voire de pédérastie. Peter Michel, dans la biographie qu'il a réalisée, Charles W. Leadbeater : Mit den Augen des Geistes[réf. incomplète], écrit que ces accusations sont suspectes dans la mesure où elles venaient de ceux qui pouvaient être considérés comme des ennemis : Alexander Fullerton, Herbert Burrows, G. R. S. Mead, Hubert van Hook, Katherine Tingley et Hilda Martyn. Il encouragerait certains de ses élèves à se masturber, en tant que pratique prophylactique pour la gestion du désir sexuel apparaissant à la puberté ; ce type de conseil est perçu comme immoral dans le contexte religieux et culturel de l'époque. À la suite de ces accusations, Leadbeater est contraint de quitter la Société théosophique. Mais il sera réadmis en décembre 1908, bénéficiant du soutien et de la confiance d'Annie Besant, la présidente.
En 1909, peu de temps après son retour à Adyar, il est à l’origine de la découverte de Jiddu Krishnamurti (1895-1986), qu'il considère alors comme le futur « instructeur du monde ». Leadbeater reste en Inde pendant quelques années pour former Krishnamurti. 

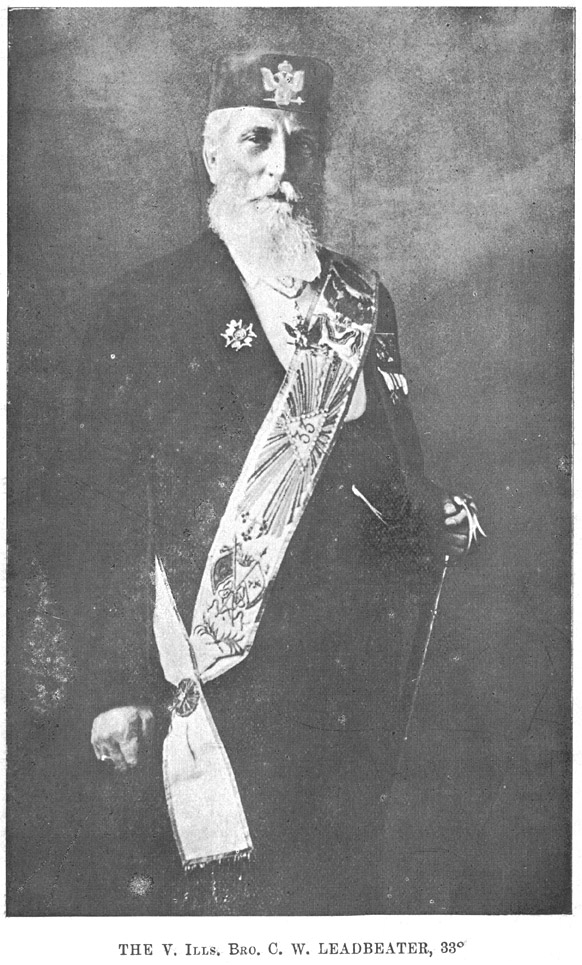
Leadbeater avec le décor maçonnique du 33º degré du Rite écossais ancien et accepté.

En 1915, il se rend en Australie et y rencontre James Ingall Wedgwood (1892-1950), théosophe, martiniste et premier évêque de l'Église catholique libérale, qui l'initie en franc-maçonnerie, dans la fédération australienne du « Droit Humain » et au martinisme, et qui ensuite le consacre évêque en 1916. Il devient un membre éminent de l'Église catholique libérale, en tant que deuxième évêque-président en 1922.
En 1918, puis en 1922, Leadbeater est l'objet d'enquêtes policières concernant de nouvelles allégations de perversion sexuelle. Ces enquêtes ne sont pas concluantes et il n'y a pas de poursuites judiciaires, mais un scandale médiatique.
En 1929, Leadbeater quitte l'Australie pour se rendre à Adyar (un quartier de Madras) afin d'assister Annie Besant dont la santé faiblit. Il retournera quelques mois en Australie, puis y finira sa vie à Perth le 1er mars 1934. Sa crémation a lieu à Sydney et ses cendres sont réparties dans plusieurs centres de la Société théosophique.